# Wouw
Wouw est un village situé dans la commune néerlandaise de Roosendaal, dans la province du Brabant-Septentrional. Le 1er janvier 2006, le village comptait 4 900 habitants.

## Archéologie
Au total, 22 sites archéologiques ont été identifiés entre Roosendaal et Wouw lors de la construction d'une canalisation de transport d'eau potable sur une longueur de 11 kilomètres. Sur la base de ces recherches, on peut conclure que les hauteurs autour de Wouw étaient intensément habitées et utilisées, au moins entre la fin de l'âge du fer et la période romaine moyenne. Au cours des recherches, des puits, des fosses et des trous de pilotis datant de la (fin) période du fer, de la (moyenne) période romaine et de la fin du Moyen Âge ont été découverts. 15 structures telles que des rangées de poteaux, des spiekers (petits entrepôts) et des bâtiments (extérieurs) ont pu être identifiés.

## Histoire
La première mention connue de Wouw date du 6 décembre 1232. Dans un traité de réconciliation entre le duc Henri II de Brabant et Gilles (Egilius) de Breda[6], la gestion des biens des enfants mineurs de Godfried de Breda (sur lesquels Gilles avait une tutelle) est discutée. Gilles reçoit l'usufruit du terrain le long du Zoom, à l'exception de « Die Woide » car il a été loué par « Boidimus » :
..terram prope Zome, preter Woide quam Boidimus tenebat, stim rehabebit
A cette époque, la zone autour de Wouw était constituée de forêt marécageuse. En partie sur la base de recherches linguistiques, on soupçonne que la région de Wouw a été exploitée par des immigrants flamands vers 1200. Des personnes qui avaient l'expérience de cultiver ce genre d'environnements inaccessibles.
Le développement de Wouw s'effectue relativement rapidement à la fin du Haut Moyen Âge et l'existence d'une église est mentionnée dès 1277, suivie en 1304 de la création d'une paroisse indépendante. À cette époque, environ 3 000 personnes vivent probablement dans la région, réparties dans les villages de Wouw, Nispen, Roosendaal et vingt hameaux. En 1287, après la mort du seigneur de Breda, la région fut divisée, faisant tomber Wouw sous le gouvernement de Bergen op Zoom. En 1342, le château de Wouw fut mentionné pour la première fois, un château à douves construit pour le compte des seigneurs de Bergen op Zoom.
Les habitants du manoir de Wouw avaient peu de privilèges, hormis la liberté de payer des péages. Il y avait une grande communauté ecclésiale, ce qui signifie qu'à la fin du XVe siècle, la construction d'une grande église gothique, l'actuelle église Saint-Lambert, commença.
Bien qu'il y ait eu une période florissante jusqu'en 1570 environ, Wouw a été presque entièrement détruite au début de la guerre de Quatre-Vingts Ans, un sort qui a touché davantage de villes et de villages dans le Brabant occidental, alors largement dépeuplé. Le village, l'église et la forteresse du château furent détruits et Wouw resta inhabitée pendant une décennie.
Wouw n'était pas fortifiée aux XVIIe et XVIIIe siècles, mais était entourée des forteresses de Bergen op Zoom, Steenbergen et Breda. Le résultat était que lors des raids ennemis (comme celui des Français pendant la guerre franco-néerlandaise), la zone intermédiaire (y compris Wouw) était fréquemment pillée. La reconstruction du village fut donc très lente : ce n'est qu'en 1811 que les habitants de Wouw purent faire moudre le grain dans leur propre village grâce à la construction du moulin De Arend.
En 1863, Wouw est reliée au réseau ferroviaire, mais l'industrialisation, contrairement à son voisin Roosendaal, ne démarre pas vraiment. Cela est probablement dû à l'absence de port. Le village reste essentiellement agricole et ne connaît un certain développement industriel qu'à la fin du XIXe siècle sous la forme d'une laiterie (1894) et d'une beurrerie à proximité du marché, suivies au début du XXe siècle par plusieurs briqueteries. , une savonnerie, une usine de balle de paille et trois brasseries de bière.
Après la Seconde Guerre mondiale, cependant, la plupart des usines ont déménagé dans les villes environnantes, ce qui a fait de Wouw un village essentiellement soumis au rythme pendulaire quotidien.
Wouw a été une commune indépendante jusqu'au 1er janvier 1997. À cette date, elle a fusionné avec Roosendaal en Nispen pour former la nouvelle commune de Roosendaal.

## Personnalité
- Amédée de Bie (1844-1920), abbé général des moines cisterciens de 1900 à 1920, est né à Wouw.

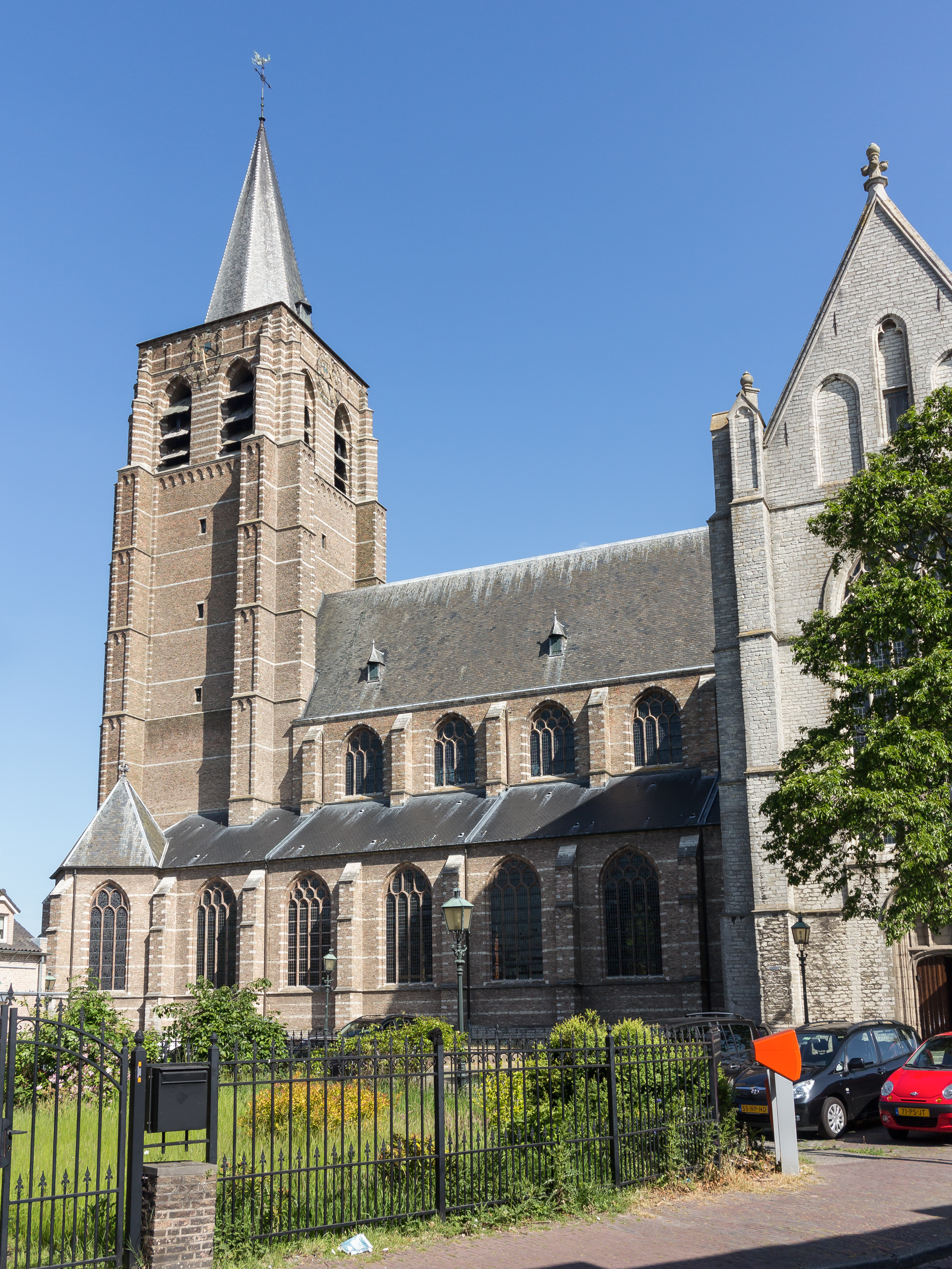
Église Saint-Lambert.